# Ратко Марковић Риђанин
Ратко Марковић Риђанин (Виогор, 7. новембра 1949) српски  је песник.

## Биографија
Он је дипломирао на Филолошком факултету у Београду у групи за српски језик и југословенску књижевност 1974. Исте године ради као професор у гимназији, у Српској Црњи, родном месту Ђуре Јакшића. Од новембра 1975. ради у Народној библиотеци Србије у Београду.
Његова прва објављена песма је Ноћ у београдској ревији Фронт, 14. јуна 1972. године. Међа је његова прва збирка песама објављена у Чачку у издању Градске народне библиотеке, 1986. (Награда за прву књигу на књижевном конкурсу "Дисово пролеће" 1986)
Најбоља илустрација за песнички рад Риђанина на Светој гори су књиге 'Стопа' (1998), 'Отајник' (1998) и 'Весла за грешнике' (2007). 
Стихове са темом светогорја објављивао је у перодици од првог одласка, 1984. године до данас. 
Укупно, током 20 година, је провео у раду на Светој гори, више од две године, боравећи по месец дана у један мах. У Хиландару је завршио у комплету обраду периодике на српском и страним језицима, (Види: сајт Народне библиотеке Србије). Био је сарадник на изради 'Каталога књига на српскохрватском језику од 18-20. века', Београд, 1989; 'Каталога књига на бугарском и руском језику', Београд 2004. Описао је и унео у рачунар комплетну књигу на рускословенском и грчком језику, као и периодику Библиотеке у Типикарници св. Саве Српског у Кареји (Види штампани и лисни каталог у Библиотеци Типикарнице Св. Саве српског у Кареји). Оформио пројекат Стара штампана књига у Хиландару од 17-19. века за дигиталну верзију, објавио је рад Типикарница св. Саве Српског у Кареји (Mons aureus, 2007, br. 15, 113-118), као и дирљив текст о животу најстаријег српског светогорца оца Јована у 'Политици' (Културни додатак, 3. март 2007). О свом боравку у Хландару Ратко Марковић Риђанин је записао: „Тај боравак међу монасима продубио је и изоштрио моје осећаје према свету. Лист маслине на ветрићу осмехује се попут најлепше девојке. Сједињење живих и мртвих у молитвеном брују подиже земљу, гора заклирава с молитвеницима. Обрушавање ластавице са Савиног пирга и узмах њен преко кровова конака који око не стиже, подстиче мисао о бестежинском и беспочетном постојању. Светогорску ноћ иза поноћи осветљавају звона, зазиви на молитву и сенке из којих се сливају озарена лица монаха пред иконама светих. У недрима светогорја, речит је лист, вода и камен. Божанско осећање у човеку буди радост на лицу у лепоти којом дише и природа и човек, у усхићености, бришу се границе простора и времена. Ту човек постаје бусен мирисне љубави(Види: Ратко Марковић Риђанин. Интервју. Глас Цера, Дец. 5. 2012).

## Дела

#### Песме
1. Међа. – Чачак: Градска библиотека, 1986.
2. Бајке по Сизифу. – Београд: Ново дело, 1987.
3. Невини Наум. – Београд: Књижевна заједница Звездара, 1989.
4. Оштре воде. – Београд: Графос, 1991.
5. Преврнута чаша чистине. – Београд: Ново дело, 1992.
6. Илуминацијум Еладија Видовљанина. – У : Стремљења, Приштина, 1993.
7. Зимска зора: изабране и нове песме / песме изабрао и био-библиографске напомене и поговор написао Милош И. Бандић. – Београд: КПЦ Скадарлија, 1996.
8. Говор материје. – Београд : Хипнос, 1997.
9. Стопа. – Београд: МСБ, 1998.
10. Отајник. –Београд : МСБ, 1998. Празничник / Р. М. Риђанин // Савременик, св.86/88 . (2001). стр. 89-94.
11. (Са Стопом и Отајником, Празничник чини трифору м. Хиландару)
12. Острово. – Београд: Требник, 2002.
13. Ваљагор. – Београд: Слободна књига, 2004.
14. Тркалиште. – Београд : Логос, 2012.
15. Рувимове васкрсне вериге. - Бгд.: Логос, 2015.
16. Врвежник. - Бгд.: Логос, 2018.
17. Зановети. - Бгд.: Логос, 2021.

#### Роман
Маврикије . – Београд: РМР, 2007—2. изд. Београд: Хипнос, 2009. С додатком: Песникова одбрана уметнсти: интервју / разговор водио Милован Ј. Богавац; Кад песник пише роман / Јован Н. Ивановић.

#### Објављени радови
1. Ратко Марковић Риђанин : библиографија радова . - У: Сусрети библиографа '95, Инђија, 1996. - pp. 192–199.
2. Лађа у вечност запућена / Ратко Марковић Риђанин. – У: Политика. Култура уметност наука, 7. октобар 2006, 1. стр. 8-9
3. Пут божанском стазом / Ратко Марковић Риђанин. – У : Политика. Култура уметност наука, 22. април (2006). стр. 15
4. Туђинче међу својима / Ратко Марковић Риђанин. – У : Политика. Култура уметност наука, субота 3. март (2007). стр. 15
5. Листови и часописи : један аспект израде ретроспективне библиографије;
6. Библиотека епархије славонске Пакрац : листови и часописи. Каталог / Ратко Марковић. - У: Сусрети библиографа '96, Инђија, 1997. - pp. 82–83; 84-129.
7. Кратак век часописа за књижевност, науку и културу „Бела Врана“ " / Ратко Марковић Риђанин. - У : Књижевност Старе и Јужне Србије до Другог светског рата. Зборник радова 3. – Београд : Институт за књижевност и уметност; Балканолошки институт САНУ, 2001. - pp. 309–313.
8. Уједначавање библиографија / Ратко Марковић. – Живот и дело српскох научника. Књ.1-10. - Београд: САНУ, 1996-2001. (Редакција и допуне за 85 библиографија према стандарду)
9. Сребреница у време деспота Стефана Лазаревића / Ратко Р. Марковић Риђанин : Културно-историјско насљеђе Сребренице кроз вијекове: зборник радова са научног симпозијума, 26. октобар 2011 / уредник Обрад Додић. - Сребреница, 2012.
10. Предговор / Ратко Марковић. - Српска библиографија: периодика 1768-2005. - Београд: Народна библиотека Србије, 2011, 13-31.
11. СЛИКЕ: У Сликарском уранку, Подгорица, од 2010. учесник низа колонийа, зайедничких изложби.